# Lavatera cretica

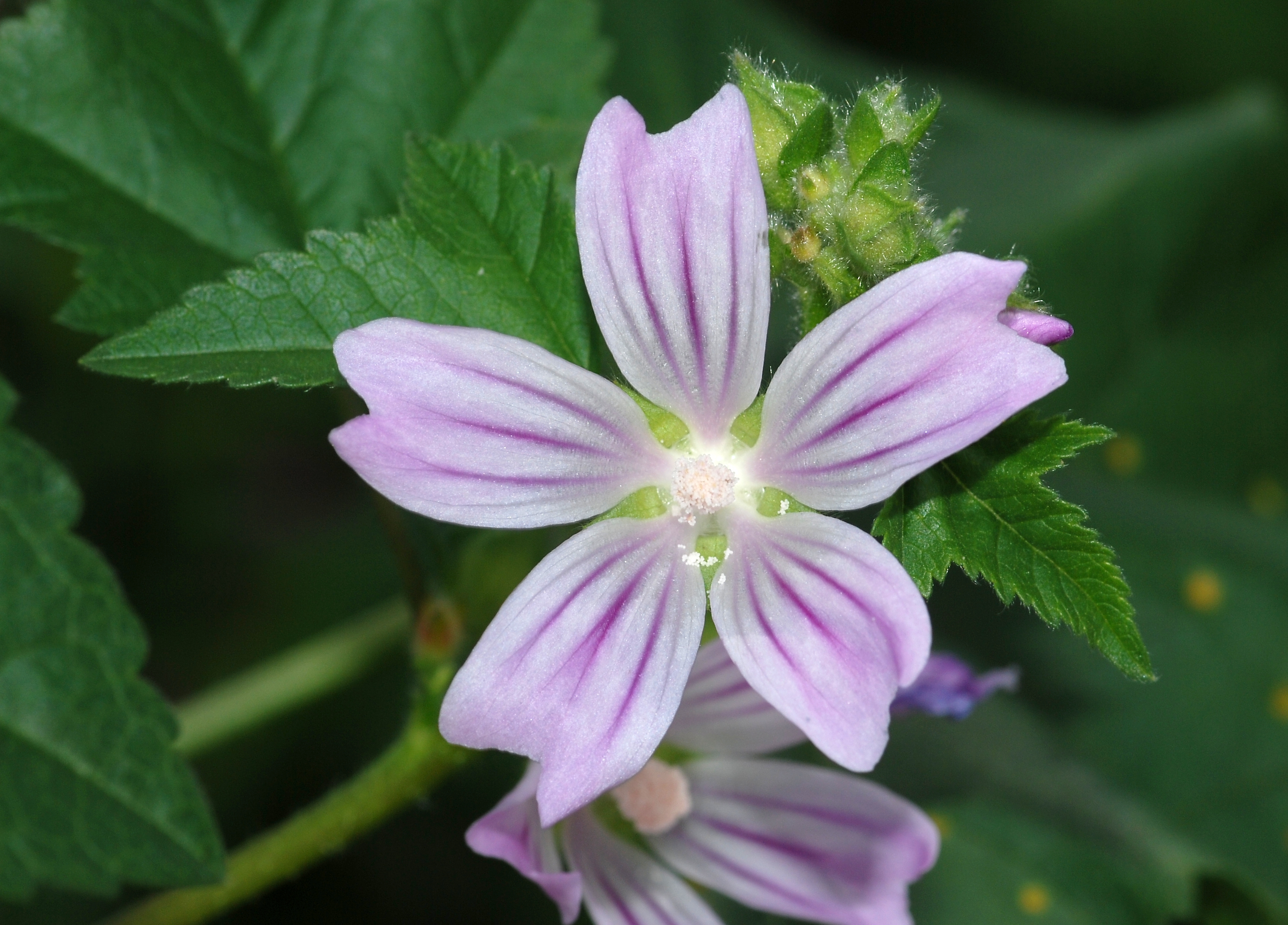
Flor

Lavatera cretica es una especie de planta herbácea de la familia Malvaceae.

## Etimología
- Lavatera: nombre genérico dedicado a los hermanos Lavater, Johann Heinrich (1611-1691) y Johann Jacob (1594-1636), médicos y naturalistas Suizos.
- cretica: epíteto geográfico Latín que alude a la isla de Creta, que Linneo cita como locus typicus en su diagnosis original.

## Descripción
Planta anual o bienal con tallo  de 0,2 hasta 2 m de altura, erecto o ascendente, simple o ramificado. Las partes jóvenes, pecíolos, pedúnculos y epicáliz son blandamente estrellado-pubescentes o hispídulos. Las hojas inferiores, con el limbo de hasta 20 cm de diámetro, son suborbicular-cordado, penta/hepta-lobado, con lóbulos poco profundos, redondeados, crenado-dentados; el de las medias y superiores penta-lobado o anguloso, con lóbulos casi agudos. El pecíolo de las hojas inferiores mide 7,5-27 cm, de 1,5 hasta 6 veces más largo que el limbo, con estípulas  de 5-7 por 2,5-3 mm, ovadas, agudas, ciliadas, más o menos persistentes. Las flores están agrupadas en fascículos axilares de 2-8, con pedúnculos  de 0,2-1,5 cm, más cortos que el pecíolo de la hoja axilante, desiguales, delgados. El epicáliz tiene piezas de unos 6,5 mm, soldadas solo en sus bases, ovadas, obtusas o casi agudas, raramente oblongas, generalmente más cortas que el cáliz, ligeramente acrescentes en la fructificación. El cáliz mide 6-10 mm, con lóbulos de 5-8,5 mm, triangular-ovados, bruscamente acuminados en punta corta y estrecha, algo acrescentes y claramente conniventes sobre el fruto (esquizocarpo) maduro. Los pétalos tienen 12-25(30) mm y son 2-3 veces más largos que el cáliz, más o menos profundamente emarginados, violáceos o rosados. Los mericarpos, en número de 7-11, son convexos y lisos en el dorso o levemente rugosos, con ángulos dorsales obtusos y caras laterales radialmente ruguladas, glabros o pelosos, amarillentos/pardos, raramente ennegrecidos y el carpóforo (eje central del esquizocarpo) sin protuberancia ni disco que sobrepase o recubra los mericarpos.

## Distribución y hábitat
Es originaria del sur y oeste de Europa hasta el suroestede Inglaterra, Macaronesia, Norte de África y suroeste de Asia. Naturalizada en África del Sur y en algunas regiones de Norteamérica. En la península ibérica, principalmente a lo largo del litoral, así como en las Islas Baleares.
Crece en arenas y roquedos junto al mar, márgenes de caminos, escombreras y campos cultivados, 
hasta 800 m de altitud.
Florece de febrero hasta junio.

## Citología
Número de cromosomas de Lavatera cretica (Fam. Malvaceae) y táxones infraespecíficos:
2n=112
2n=126
2n=118-120

## Sinonimia
- Lavatera cretica f. stenophylla (Willk.) Rouy in Rouy & Foucaud
- Lavatera cretica var. acutiloba Ball
- Lavatera cretica var. genuina Pérez Lara
- Lavatera cretica var. microphylla Pau ex Merino
- Lavatera cretica var. stenophylla Willk. in Willk. & Lange
- Lavatera cretica var. sylvestris (Brot.) Pérez Lara
- Lavatera cavanillesii Caball.[11]
- Lavatera isabellae Sennen
- Lavatera sylvestris Brot.
- Malva cretica (L.) Pau nom. illeg.
- Malope multiflora Cav.[12]
- Malva willkommiana Scheele[8]
- Malva linnaei M.F.Ray, nom. illeg.
- Althaea cretica (L.) Kuntze nom. illeg.
- Anthema cretica (L.) Medik.
- Anthema scabra Moench nom. illeg.
- Anthema tenoreana C.Presl nom. illeg.
- Anthema cretica (L.) Medik.
- Anthema scabra Moench
- Lavatera empedoclis Ucria
- Lavatera neapolitana Ten.
- Lavatera sicula Tineo
- ?Malva hederifolia Vis.
- ?Malva mamillosa J.Lloyd ex Nyman
- ?Lavatera hederifolia (Vis.) Schloss. & Vuk.[13]

## Nombres comunes
- Castellano (en cursiva, el más corriente y extendido): malva, malva loca, malvas, malvavisco, malvones, marva, marvas, pajicilla, panecico, panecillos, panecillos de malva, pan y quesillo, pan y quesitos, probayernos, quesilla, quesitos.[8]